# 捜し屋★諸星光介が走る!
『捜し屋★諸星光介が走る!』（さがしや もろぼしこうすけがはしる）は、2004年から2014年までTBSテレビ系で放送されたテレビドラマシリーズ。全7回。主演は船越英一郎。
放送枠は「月曜ミステリー劇場」（第1作・第2作）、「月曜ゴールデン」（第3作 - 第7作）。
元警察官の諸星光介が、「捜し屋」の職業で様々な手段によって難事件を解決する人情サスペンス。

## 登場人物

### 主要人物
諸星光介
演 - 船越英一郎
生まれ育った東京の下町・谷中で、いなくなったペットや人を捜す「捜し屋」をしている。元は警察官だったが、5年前に同じく警察官だった弟・啓介が警察内部の不祥事に巻き込まれて自ら命を断ち、不祥事の責任を啓介のせいにして幕引きを図ろうとした当時の上司を許せず、殴り飛ばした末に自ら退職。現在の職を始めた。べらんめえ調（江戸言葉）の口調で話すのが特徴。
「捜し屋」は喫茶店「乱歩（RANPO）」の片隅を借りて営業している。
支倉珠希
演 - 床嶋佳子
光介の幼なじみの弁護士。光介の生活を心配し、なにかと仕事を持ち込んでくる。
諸星彩子
演 - 香坂みゆき
光介の亡くなった弟・啓介の妻。喫茶店「乱歩（RANPO）」を営んでいる。もともと発作の持病があり、第5作では発作の症状で入院していたが、手術を受けたことにより快方。第6作では発作に見舞われる描写はなくなっている。
諸星直子
演 - 美波（第1作）、大倉梓（第2作 - 第4作）、鈴木理子（第5作・第6作）、八子遥菜（第7作）
彩子の娘。光介にとっては姪にあたり、光介の助手をしている。

### 警察関係者
高原正人
演 - 松永博史（第2作 - ）
光介の刑事時代の後輩。光介が刑事を退職し、捜し屋になった後も捜査状況を教えるなど、光介に協力的な人物。
今岡大輔
演 - 渡部大輔（第2作 - ）
高原の後輩刑事。

### 谷中の人々
- ゲンさん（光介の情報屋・ホームレス） - 森本浩[4]
- 住職 - 藤原進一朗
- そば屋 - 税所伊久磨[5]
- 飴屋 - 十貫寺梅軒
- 電気屋 - 鈴木健介
- 煎餅屋 - 南雲勝郎
- 闇サイトの収集マニア - 村松和輝[6]（第6作・第7作）

### ゲスト
第1作「あの人を捜して！日光山唄に秘められた迷宮連続殺人衝撃の真相！道路汚職を巡る遺恨…消えたエリート官僚禁断の二重生活」（2004年）
- 元山健一郎（順子の夫・国土交通省のキャリア） - 宅麻伸
- 元山順子（支倉珠希の大学の先輩） - 五十嵐めぐみ
- 神代有二（国土交通省の高級官僚・健一郎の同僚） - 岡村洋一
- 横田信彦 - 吉満涼太
- 滝川聡美 - 有本梨花
- 小森洋平 - 大谷亮介
- 小森雄作 - 田村元治
- 小森マサ - 五月晴子
- バーのママ - 内田春菊

第2作「父ちゃんを捜して!! 下町谷中を揺るがす失踪殺人!? 大企業を揺るがす内部告発!? 薪能が解く二重生活」（2005年）
- 岡島克洋（諸星直子の恋人） - 下嶋兄
- バーのママ - 辻しのぶ
- 間宮修造（総会屋） - 吉中六
- 大沼忠男（斡旋人） - ミッキー・カーチス
- 上村武志（美千子の連れ子・諸星光介に徹の捜索を依頼） - 小清水一揮
- 香月尚美 - 本杉美香
- 南木仙太郎 - 並樹史朗
- 木田秀臣 - 浅野和之
- 上村美千子（徹の妻） - 渡辺梓
- 上村徹（電気工・10日前に失踪） - 辰巳琢郎
- 峰由樹

第3作「光介が殺人事件に遭遇！そのことが17年前の強盗事件の悲しい記憶を呼び起こし…」（2007年）
- 桜庭義彦（そば屋「さくら庵」店主・諸星光介の知り合い） - きたろう
- 桜庭和江 - 相本久美子
- 桜庭美和（桜庭の娘） - 岩崎ひろみ
- 岩崎純也 - 大出勉
- 岩崎雅代 - 木野花
- 岸田伸一 - 峰岸徹
- 藤木健太郎 - 藤井びん
- 川村鉄夫（窃盗常習犯・17年前 押し込み強盗の1人として諸星光介に逮捕される） - 山西道広
- 竹内一馬 - 長江英和
- 野上 - 義いち

第4作「かみさんが消えた!? 同窓会の夜に彼女を惑わせたのは恋の面影？不倫の傷跡？ナゾの失跡に隠された秘密に光介が迫る！」（2008年）
- 志村鉄也 - 外川貴博
- 加島伸一（美奈の同級生） - 渡辺航
- 古沢文雄（美奈の同級生） - 米山善吉
- 白石圭子（美奈の同級生） - 街田しおん
- 志村たえ子 - 今本洋子
- 秘書 - サヘル・ローズ
- 川中美緒 - 川嶋紗南
- 川中孝平 - 小林拓人
- 川中孝昭（諸星光介の谷中の仲間） - ダンカン
- 川中美奈（川中の妻） - 藤田朋子

第5作「消えた名門高教師・家族の余命宣告と少年の転落死が一本につながる時！野望と陰謀の果ての真実を怒る光介が捜し出す！」（2010年）
- 武井由紀（武井の妻・青木の妹） - 赤間麻里子
- 青木勉（台東総合病院 理事長・都議選立候補者） - 剣持直明
- 武井英雄（私立秀徳学院高校 生徒・武井と由紀の息子） - 岸田タツヤ
- 田辺（私立秀徳学院高校 教頭） - 吉満涼太
- 松木富吉（野口の釣り仲間・アパート大家） - 外波山文明
- 野口恵一（野口の兄・いちご畑経営者） - 竹本純平
- 武井徹（台東総合病院 院長） - 風間トオル
- 飯田（古本屋「ワンダー」主人） - 小宮孝泰
- 平田龍二（青木の秘書） - 大塚幸汰
- 川本初枝（明美の姉・昇の母） - 舟木幸
- 門井（ホスピス「フォレスタ」職員） - 川俣しのぶ
- 鈴木（私立秀徳学院高校 教師） - 石原和海
- 野口麻子（野口の妻・去年死亡） - 辻しのぶ
- 川本昇（私立秀徳学院高校 生徒・2週間前 ビルの非常階段から転落死） - 竹森雄之介
- 森義彦（私立秀徳学院高校 生徒・昇の友人） - 谷野欧太
- 広瀬晃（私立秀徳学院高校 生徒・釣り同好会 会員） - 山口裕次郎
- ルイ（メイド喫茶の店員） - コトウロレナ
- リサ（メイド喫茶の店員） - 川村りか
- レナ（メイド喫茶の店員） - 水沢彩
- 藤井明美（メイド喫茶の店員・昇の叔母） - 英玲奈
- 野口博信（私立秀徳学院高校 教師・釣り同好会 顧問） - 国広富之

第6作「定年直後に夫が失踪!! 退職金は！年金は…？その時妻は…3年前の資産家殺しと独り暮らしの老母の謎の死を光介が暴く」（2011年）
- 木村瞳（慎平と静子の娘・空間デザイナー） - 佐藤めぐみ
- 原田紘一（スペースクリエーション代表・瞳の婚約者） - 塚原大助
- 加藤武雄（田崎木材工業秦野出張所 林業作業員） - 土師正貴
- 土屋剛（無職） - 渡邉紘平
- 沼田晃（田崎木材工業秦野出張所 林業作業員） - 矢島星児
- 河口哲也（田崎木材工業秦野出張所 林業作業員班長） - 荒木秀行
- スナックのマスター - ダンディ坂野
- 立花幸三（吉村浩が住んでいたアパート管理人） - 田口主将
- 吉村勇吉（資産家・3年前死亡） - 阿部六郎
- 木村早苗（慎平の母・3年前 ひき逃げに遭い死亡） - 松浪志保
- 土屋由美（土屋の妻・スーパー「じばさんず」店員・妊婦） - 福田ゆみ
- 榊大作（慎平の木工仲間） - 石原善暢
- 慎平の木工仲間 - 橋野純平
- 中村（偽ブランド品を扱っていた男） - 田中護
- 日暮里紙業工場の守衛 - 篠田薫
- 若い母親（土屋のアパートの隣人） - 阿井りんな
- 記者 - 高倉亜樹
- 木村静子（慎平の妻・諸星光介に夫捜しを依頼） - 岡本麗
- 木村慎平（1週間前に勤め先を退職し離婚届をおいて家を出た主人） - 大地康雄

第7作「失踪した息子の謎に潜む超高層マンション計画の不正入札 殺人犯は最愛の息子!? 疑惑と陰謀の間でうごめく悲しき親子の絆」（2014年）
- 三上剛志（ミカミ・コーポレーション 専務） - 宍戸開（少年期：首藤勇星）
- 片岡沙織（ミカミ・コーポレーション 社員・クラブのアルバイト） - 北川弘美
- 徳永和之（房江の息子） - 仁科貴（幼少期：志保澤泰斗）
- 鈴木宏（「ヘアーサロン トミナガ」理容師） - 仲本工事
- 住田好弘（住田探偵事務所 探偵） - 永倉大輔
- 江藤アスカ（ミルキーウェイのキャバ嬢） - 内田もも香
- 鈴木（鈴木の妻） - 小柳友貴美
- 文房具専門店「世界堂」店員 - 芦川誠
- 徳永の元上司 - 北林悌
- 小早川（国会議員私設秘書） - 園岡新太郎
- ゲンさんの仲間 - 古川がん
- ミカミ・コーポレーション 受付嬢 - 白石岬
- ホステス - 上杉智世、紫水杏奈
- 徳永房江（上野昭和団地の住人） - 左時枝（若き日：高橋美津子）
- 青木晴夫（上野昭和団地の自治会長） - キートン山田

## スタッフ
- 脚本 - 安本莞二（第1作 - 第4作）、石倉保志（第5作・第6作）、外村朋子（第7作）
- 音楽 - 吉川清之
- 監督 - 山田大樹
- 編成 - 那須田淳、津留正明、竹中優介
- 編成担当 - 秤淳一郎（第6作）
- プロデューサー - 松澤一男、森清和夫
- 制作著作 - TBS、東京映画新社（第1作） → 東宝（第2作 - ）

## 放送日程
| 話数 | 放送日         | サブタイトル | 脚本     |
| ---- | -------------- | --- | -------- |
| 1    | 2004年05月17日 | あの人を捜して！日光山唄に秘められた迷宮連続殺人衝撃の真相！ 道路汚職を巡る遺恨…消えたエリート官僚禁断の二重生活 | 安本莞二 |
| 2    | 2005年02月14日 | 父ちゃんを捜して!! 下町谷中を揺るがす失踪殺人!? 大企業を揺るがす内部告発!? 薪能が解く二重生活                    | 安本莞二 |
| 3    | 2007年04月16日 | 光介が殺人事件に遭遇！ そのことが17年前の強盗事件の悲しい記憶を呼び起こし…                                       | 安本莞二 |
| 4    | 2008年06月02日 | かみさんが消えた!? 同窓会の夜に彼女を惑わせたのは恋の面影？ 不倫の傷跡？ナゾの失跡に隠された秘密に光介が迫る！   | 安本莞二 |
| 5    | 2010年04月12日 | 消えた名門高教師・家族の余命宣告と少年の転落死が一本につながる時！ 野望と陰謀の果ての真実を怒る光介が捜し出す！  | 石倉保志 |
| 6    | 2011年11月21日 | 定年直後に夫が失踪!! 退職金は！年金は…？ その時妻は…3年前の資産家殺しと独り暮らしの老母の謎の死を光介が暴く      | 石倉保志 |
| 7    | 2014年08月11日 | 失踪した息子の謎に潜む超高層マンション計画の不正入札 殺人犯は最愛の息子!? 疑惑と陰謀の間でうごめく悲しき親子の絆 | 外村朋子 |